# Veliki Školj (Molunat)
Koordinati:   42°26′36″N, 18°25′52″E
Veliki Školj je majhen nenaseljen otoček v južnem delu Dalmacije, ki pripada Hrvaški.
Veliki Školj, v nekaterih zemljevidih tudi Molunat, leži nasproti rta Vtralo, od katerega ga ločuje 50 m široka in do 2,5 m globoka ožina, pred vhodom v zaliv Gornji Molunat, nasproti naselja Molunat, od katerega je oddaljen okoli 1,5 km. Otoček, na katerem stoji svetilnik, ima površino 0,165 km². Dolžina obalnega pasu je 1,83 km. Najvišji vrh je visok 41 mnm.
Svetilnik je postavljen na skrajni južni obali otočka. Iz pomorske karte je razvidno, da oddaja svetlobni signal: B Bl(3) 15s 8M. (trije zaporedni bliski v skupini en za drugim s ponovitvijo vsakih petnajst sekund, nazivni domet 8 milj).